# Paduaner (Münze)

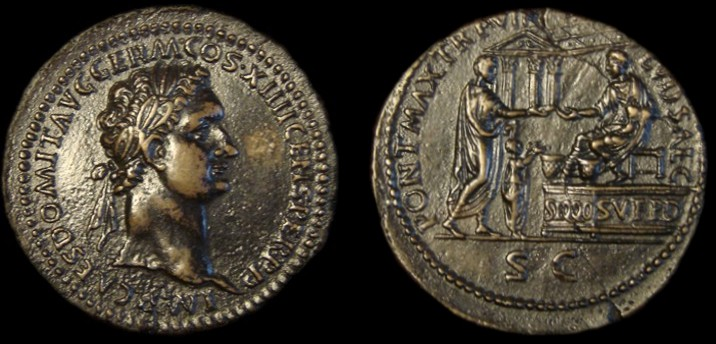
Nachschöpfung eines Sesterz des Domitian von Giovanni Cavino.

Paduaner ist ein Begriff aus der Numismatik. Damit bezeichnet man Nachschöpfungen und Fälschungen antiker Münzen aus dem 16. Jahrhundert. Ihren Namen erhielten diese Medaillenähnlichen Münzen, die zumeist Sesterzen römischer Kaiser nachempfunden waren, von der Herkunft eines großen Teils dieser Fälschungen aus der italienischen Stadt Padua. Manche Stücke sind nur Produkte der Phantasie ihrer Schöpfer (Fantasieprägungen).
Der Stempelschneider Giovanni Cavino und der Gelehrte Alessandro Bassiano schufen die bekanntesten Stücke. Sie argumentierten, dass sie auf diese Weise den Sammlern schwer zu bekommende Sammlerstücke beschaffen wollten. Heute sind die echten Paduaner recht gut erforscht und die Stempel wie auch die Typen gut bekannt. Es gibt jedoch eine weitere Gruppe von Fälschungen, die eigentlich zu Unrecht auch als Paduaner bezeichnet werden. Diese Fälschungen aus dem 18. und 19. Jahrhundert sind oftmals Nachgüsse der alten Paduaner oder Neuschöpfungen. Nicht selten finden sich unerkannt Paduaner in vielen Münzsammlungen.